# Miss Universo 2022
Miss Universo 2022 è R'Bonney Gabriel, che ha concorso come Miss USA.

## Risultati
| Risultato finale   | Concorrenti |
| ------------------ | --- |
| Miss Universo 2022 | - Stati Uniti - R'Bonney Gabriel |

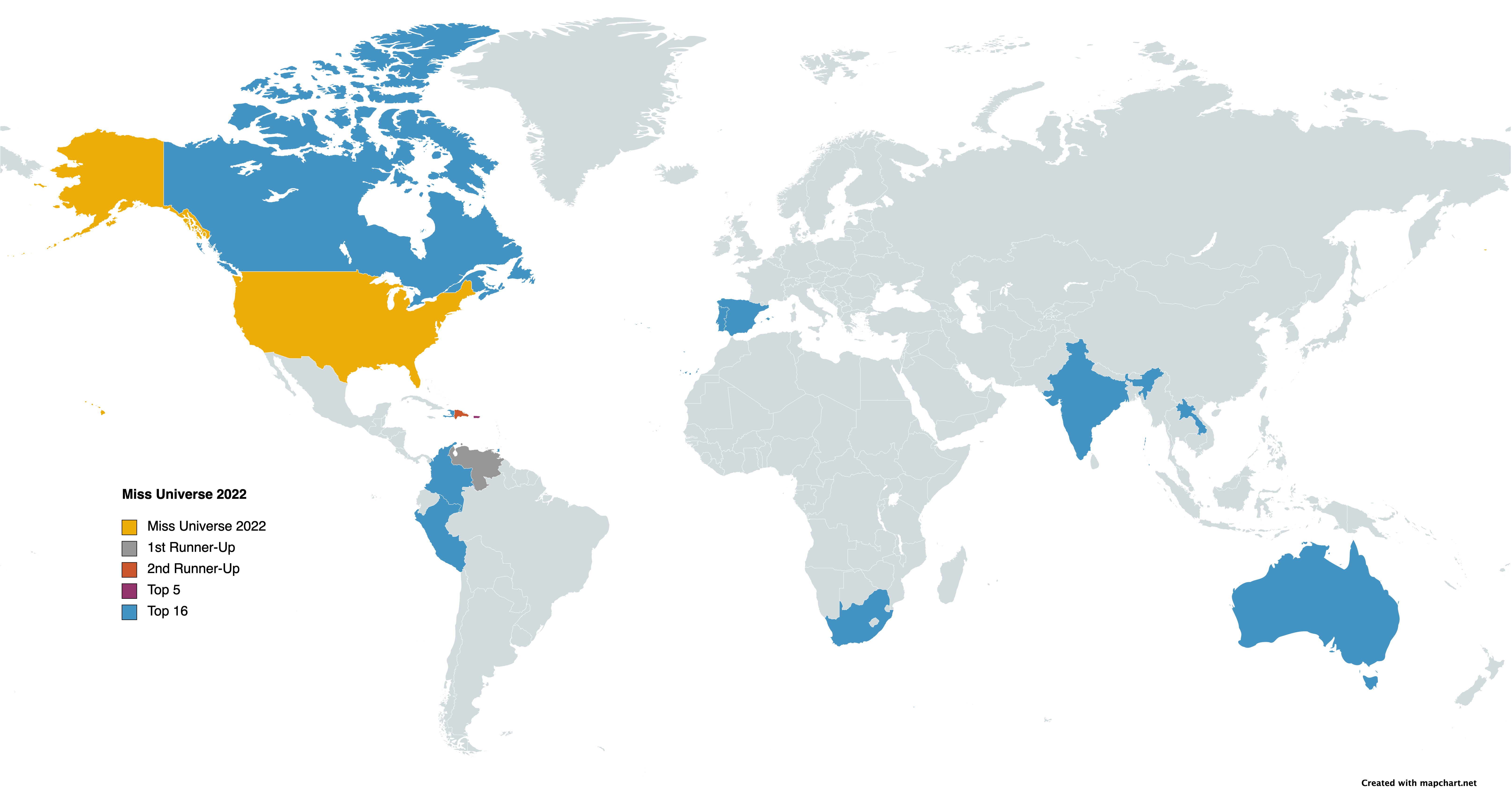
Risultati finali di Miss Universo 2022

| 2ª classificata    | - Venezuela - Amanda Dudamel |
| 3ª classificata    | - Repubblica Dominicana - Andreína Martínez |
| Top 5              | - Curaçao - Gabriëla Dos Santos - Porto Rico - Ashley Cariño |
| Top 16             | - Australia - Monique Riley - Canada - Amelia Tu - Colombia - María Fernanda Aristizábal - Haiti - Mideline Phelizor - India - Divita Rai - Laos - Payengxa Lor - Perù - Alessia Rovegno - Portogallo - Telma Madeira - Spagna - Alicia Faubel - Sudafrica - Ndavi Nokeri - Trinidad e Tobago - Tya Jané Ramey |

### Premi speciali
| Special award                      | Contestant                                        |
| ---------------------------------- | ------------------------------------------------- |
| Miss Congeniality                  | - Cile - Sofia Depassier - Malta - Maxine Formosa |
| Premio per l'impatto sociale       | - Thailandia - Anna Sueangam-iam                  |
| Premio per lo spirito carnevalesco | - Ucraina - Viktoria Apanasenko                   |

## Concorrenti
Al 13 novembre 2022 85 concorrenti competono per il titolo di Miss Universo 2022.
| Nazione/Territorio        | Concorrente                | Età | Città             |
| ------------------------- | -------------------------- | --- | ----------------- |
| Albania                   | Deta Kokomani              | 21  | Durazzo           |
| Angola                    | Swelia Antonio             | 25  | Luanda            |
| Argentina                 | Bárbara Cabrera            | 26  | Buenos Aires      |
| Armenia                   | Kristina Ayanian           | 25  | Erevan            |
| Aruba                     | Kiara Arends               | 23  | Oranjestad        |
| Australia                 | Monique Riley              | 27  | Sydney            |
| Bahamas                   | Angel Cartwright           | 27  | Long Island       |
| Bahrein                   | Evlin Khalifa              | 24  | Riffa             |
| Belgio                    | Chayenne van Aarle         | 23  | Anversa           |
| Belize                    | Ashley Lightburn           | 22  | Belize City       |
| Bhutan                    | Tashi Choden               | 24  | Wangdue Phodrang  |
| Birmania                  | Zar Li Moe                 | 20  | Bhamo             |
| Bolivia                   | Camila Sanabria            | 28  | Santa Cruz        |
| Brasile                   | Mia Mamede                 | 27  | Vitória           |
| Bulgaria                  | Kristina Krastinova        | 26  | Sofia             |
| Cambogia                  | Manita Hang                | 24  | Phnom Penh        |
| Camerun                   | Monalisa Mouketey          | 26  | Buéa              |
| Canada                    | Amelia Tu                  | 21  | Vancouver         |
| Cile                      | Sofia Depassier            | 24  | Santiago          |
| Cina                      | Shen Yue                   | 25  | Wugang            |
| Colombia                  | María Fernanda Aristizábal | 25  | Armenia           |
| Corea del Sud             | Hanna Kim                  | 26  | Seul              |
| Costa Rica                | Fernanda Rodríguez         | 24  | Quesada           |
| Croazia                   | Arijana Podgajski          | 19  | Krapina           |
| Curaçao                   | Gabriëla Dos Santos        | 20  | Willemstad        |
| Ecuador                   | Nayelhi González           | 26  | Esmeraldas        |
| El Salvador               | Alejandra Guajardo         | 26  | Cabañas           |
| Filippine                 | Celeste Cortesi            | 24  | Pasay             |
| Finlandia                 | Petra Hämäläinen           | 26  | Savonlinna        |
| Francia                   | Floriane Bascou            | 20  | Le Lamentin       |
| Germania                  | Soraya Kohlmann            | 24  | Lipsia            |
| Ghana                     | Engracia Mofuman           | 27  | Kumasi            |
| Giamaica                  | Toshami Calvin             | 26  | Saint Thomas      |
| Giappone                  | Marybelen Sakamoto         | 23  | Chiba             |
| Gran Bretagna             | Noky Simbani               | 25  | Derby             |
| Grecia                    | Korina Emmanouilidou       | 24  | Kozani            |
| Guatemala                 | Ivana Batchelor            | 22  | Quetzaltenango    |
| Guinea Equatoriale        | Alba Isabel Obama          | 20  | Mbini             |
| Haiti                     | Mideline Phelizor          | 27  | Port-au-Prince    |
| Honduras                  | Rebeca Rodríguez           | 20  | San Pedro Sula    |
| Hong Kong                 | Tiffany Jane Bennett       | 25  | Hong Kong         |
| India                     | Divita Rai                 | 24  | Mangalore         |
| Indonesia                 | Laksmi De-Neefe Suardana   | 26  | Ubud              |
| Islanda                   | Hrafnhildur Haraldsdóttir  | 18  | Reykjavík         |
| Isole Cayman              | Chloe Powery-Doxey         | 25  | George Town       |
| Isole Vergini britanniche | Lia Claxton                | 18  | Tortola           |
| Italia                    | Virginia Stablum           | 24  | Trento            |
| Kirghizistan              | Altynai Botoyarova         | 18  | Bishkek           |
| Kosovo                    | Roksana Ibrahimi           | 21  | Pristina          |
| Laos                      | Payengxa Lor               | 21  | Vientiane         |
| Lettonia                  | Jekaterīna Aleksejeva      | 27  | Riga              |
| Libano                    | Yasmina Zaytoun            | 20  | Kfarchouba        |
| Malaysia                  | Lesley Cheam               | 26  | Semenyih          |
| Malta                     | Maxine Formosa             | 21  | St. Julian's      |
| Mauritius                 | Alexandrine Belle-Étoile   | 25  | Curepipe          |
| Messico                   | Irma Miranda               | 26  | Ciudad Obregón    |
| Namibia                   | Cassia Sharpley            | 21  | Windhoek          |
| Nepal                     | Sophiya Bhujel             | 27  | Kathmandu         |
| Nicaragua                 | Norma Huembes              | 24  | San Marcos        |
| Nigeria                   | Montana Onose Felix        | 21  | Edo               |
| Norvegia                  | Ida Hauan                  | 26  | Trondheim         |
| Paesi Bassi               | Ona Moody                  | 25  | Amsterdam         |
| Panama                    | Solaris Barba              | 23  | Herrera           |
| Paraguay                  | Leah Ashmore               | 27  | Villarrica        |
| Perù                      | Alessia Rovegno            | 24  | Lima              |
| Polonia                   | Aleksandra Klepaczka       | 22  | Łódź              |
| Porto Rico                | Ashley Cariño              | 28  | Fajardo           |
| Portogallo                | Telma Madeira              | 22  | Porto             |
| Rep. Ceca                 | Sára Mikulenková           | 20  | Valašské Meziříčí |
| Rep. Dominicana           | Andreína Martínez          | 25  | Santiago          |
| Russia                    | Anna Linnikova             | 22  | Orenburg          |
| Saint Lucia               | Sheris Paul                | 27  | Castries          |
| Seychelles                | Gabriella Gonthier         | 24  | Mahé              |
| Singapore                 | Carissa Yap                | 22  | Singapore         |
| Slovacchia                | Karolina Michálčiková      | 23  | Trenčín           |
| Spagna                    | Alicia Faubel              | 25  | Alicante          |
| Stati Uniti               | R'Bonney Gabriel           | 28  | Houston           |
| Sudafrica                 | Ndavi Nokeri               | 23  | Tzaneen           |
| Svezia                    | Gabriella Lomm Mann        | 27  | Stoccolma         |
| Svizzera                  | Alia Giundi                | 19  | Valais            |
| Thailandia                | Anna Sueangam-iam          | 23  | Bangkok           |
| Trinidad e Tobago         | Tya Jané Ramey             | 24  | Arouca            |
| Turchia                   | Aleyna Şirin               | 21  | Istanbul          |
| Ucraina                   | Viktoria Apanasenko        | 28  | Chernihiv         |
| Uruguay                   | Carla Romero               | 24  | Montevideo        |
| Venezuela                 | Amanda Dudamel             | 23  | Mérida            |
| Vietnam                   | Nguyễn Thị Ngọc Châu       | 28  | Tay Ninh          |

### Debutti
- Bhutan

### Ritorni
Ultima partecipazione nel 1964:
- Taiwan

Ultima partecipazione nel 1995:
- Seychelles

Ultima partecipazione nel 2000:
- Hong Kong

Ultima partecipazione nel 2006:
- Lettonia

Ultima partecipazione nel 2017:
- Iraq
- Trinidad e Tobago

Ultima partecipazione nel 2018:
- Kirghizistan
- Libano
- Svizzera

Ultima partecipazione nel 2019:
- Angola
- Guam
- Mongolia
- Saint Lucia

Ultima partecipazione nel 2020:
- Belize
- Birmania
- Indonesia
- Malaysia
- Uruguay

### Ritiri
- Israele
- Romania